# 过境签证
过境签证，指公民取得前往国家（地区）的入境签证后，搭乘交通工具时，途经第三国家（地区）的签证。
有些国家规定當旅客搭乘交通工具通过其国境时，停留不超过24小时或一定期限的，均免办过境签证（一般都不允许出国际机场，或只允許在指定的旅館過夜），也有的國家規定，不論停留時間長短或是否出機場，一律須辦過境簽證。過境簽證同入出境簽證一樣，都有有效期限和停留期限的規定。如新加坡、泰國等。也有的国家规定，不论停留时间长短或是否出机场，一律须办过境签证，如澳大利亞；又以中國大陸為例，中國大陸境外旅客欲經由中國大陸境內機場過境轉機時，仍須持有回鄉證、台胞證或中華人民共和國官方核發之過境簽證。部份國家如美國，常以觀光或商務簽證代替過境簽證。过境签证同入出境签证一样，都有有效期限和停留期限的规定。
另外一個例子就是俄羅斯，莫斯科共有謝列梅捷沃、多莫傑多沃與伏努科沃三座國際機場，若外國人在莫斯科的不同機場轉機時，須憑機票申請俄國的過境簽證；而俄國的外飛地加里寧格勒州，由於該地區與俄羅斯本土隔著立陶宛及波蘭兩個歐盟國家，俄羅斯公民若經由陸路進出加里寧格勒的話得經過包含立波兩國的申根區，須向歐盟申請短期過境簽證。
由於中華民國政府目前僅獲得十餘國正式承認與邦交，乃未被普遍承認的政治實體，故中華民國總統出訪海外邦交國時，仍須經美國中停飛入中南美邦交國，或者經歐洲、西亞中停進入非洲邦交國；而美方通常會對中華民國總統與隨行官員發放過境簽證，方可繼續放行前往中南美。

## “需過境簽”是什麼意思？
過境簽證指的是公民取得前往國家（地區）的入境簽證後，搭乘交通工具時，途經第三國家（地區）的簽證。2012年9月16日，北京市副市長丁向陽在世界旅遊城市聯合會北京峰會上透露，剛剛獲得國家有關部門的批准，外籍人士可在北京實現72小時過境免籤，該政策將於不久後公佈。有的國家規定，旅客搭乘交通工具通過其國境時，停留不超過24小時或一定期限的，均免辦過境簽證（一般都不允許出國際機場）。也有的國家規定，不論停留時間長短或是否出機場，一律須辦過境簽證。過境簽證同入出境簽證一樣，都有有效期限和停留期限的規定。